# Жаклін Леонард
Жаклін Леонард (англ. Jacqueline Leonard; нар. 28 листопада 1965) — англійська акторка кіно та телебачення. Найбільш відома завдяки ролям Лоррейн Вікс у мильній опері BBC «Мешканці Іст-Енду», Керолайн Паверс у медичному телесеріалі BBC «Лікарі», Лідії Мердок у шотландському телесеріалі «Рівер Сіті», Лінди Генкок у серіалі ITV «Вулиця коронації» та Сари Престон в медичній драмі ITV «Пікова практика».

## Життєпис
Жаклін Леонард народився 28 листопада 1965 року в місті Блекпул, графство Ланкашир, Англія, Велика Британія. Вона виросла у селі Боннібридж, округа Фолкерк, Шотландія. Закінчила Коледж мистецтв середньої школи Бісфем у Блекпулі та Лондонську академію музики та драматичного мистецтва, де була лавреаткою премії Майкла Ворра за найкращу жіночу роль у 1988 році.

## Особисте життя
Жаклін Леонард була одружена з англійським актором Ґремом Тернером. У 2000 році одружилася з англійським актором Алексом Менсфілдом, у подружжя є дочка Алейша Менсфілд.

## Фільмографія
- 2007—2023 — «Рівер Сіті»[en] / River City — Лідія Мердок
- 2015—2023 — «Вулиця коронації» / Coronation Street — Лінда Генкок
- 2015 — «Порушники» / The Violators — Валері
- 2014 — «Катастрофа»[en] / Casualty — Джудіт Майлз
- 2012 — «Ватерлоо-роуд»[en] / Stepping Up — міс Пірс
- 2011 — «Плетене дерево»[en] / The Wicker Tree — Делія Моррісон
- 2011 — «Підвищення»[en] / Waterloo Road — Памела Данбар
- 2007 — «Голіокс» / Hollyoaks — Валері Голден
- 2006 — «Позолочений»[en] / Goldplated — Фей Блонді
- 2004 — «Зала суду»[en] / The Courtroom — Крістін Ґрін
- 2003 — «Голбі Сіті»[en] / Holby City — Ґвен Бейкер
- 2002 — «Гарний хлопець Едді»[en] / Nice Guy Eddie — Норма
- 2000—2001 — «Лікарі»[en] / Doctors — Керолайн Паверс
- 2000 — «Є лише один Джиммі Ґрімбл»[en] / There's Only One Jimmy Grimble — Кет
- 1999 — «Мейсі Рейн»[en] / Maisie Raine — Саллі Мерфі
- 1996—1997 — «Мешканці Іст-Енду» / EastEnders — Лоррейн Вікс
- 1995 — «Посвідчення» / I.D. — Стеф
- 1995 — «Привиди»[en] / Ghosts — Сара
- 1993—1996 — «Пікова практика»[en] / Peak Practice — Сара Престон[4]
- 1993 — «Повна розтяжка»[en] / Full Stretch — Ліза Нелькін
- 1993 — «Інспектор Морс» / Inspector Morse — Сара Спіллерз
- 1992 — «Другий екран»[en] / Screen Two — Гвен
- 1992 — «Від травня до грудня»[en] / May to December — місіс Кодлінґ
- 1992 — «Час танцювати» / A Time to Dance /  — Тереза Кеннеді
- 1992 — «Чаплін» / Chaplin — танцівниця
- 1991 — «Палмер» / Palmer — Легіта, секретар